# Dolce Amore
Dolce Amore ist eine philippinische Romantische Komödie-Fernsehserie, die vom 15. Februar bis 26. August 2016 auf ABS-CBN ausgestrahlt wurde.

## Handlung
Serena ist eine junge und schöne italienische Frau, die von einer reichen italienischen Vater und Mutter angenommen wurde, als sie ein Kind war. Als sie sich in einer arrangierten Ehe stecken gefunden, läuft sie auf die Philippinen weg, ein Land, das sie fasziniert hatte, seit sie von den Geschichten wenig war sie von ihrer Filipina Kindermädchen und die Geschichten gehört, die ihre Brieffreund von den Philippinen gesprochen haben etwa. Dort trifft sie auf und verliebt sich in ihren Brieffreund, Tenten, einen armen fleißigen Jungen aus Tondo, der gezwungen war, unkonventionelle Arbeitsstellen für seine Familie einzunehmen.

## Besetzung
| Schauspieler         | Rolle                         |
| -------------------- | ----------------------------- |
| Enrique Gil          | Simon Vicente „Tenten“ Ibarra |
| Liza Soberano        | Serena Marchesa               |
| Matteo Guidicelli    | Gian Carlo De Luca            |
| Cherie Gil           | Luciana Marchesa              |
| Sunshine Cruz        | Alice Urtola                  |
| Edgar Mortiz         | Ruben „Dodoy“ Ibarra          |
| Rio Locsin           | Pilita „Taps“ Ibarra          |
| Kean Cipriano        | Binggoy                       |
| Ruben Maria Soriquez | Roberto Marchesa              |
| Andrew E.            | Eugene „Uge“ Urtola           |
| Sue Ramirez          | Angela „Angel“ Urtola         |
| Joseph Marco         | River Cruz                    |
| Alvin Anson          | Favio De Luca                 |
| Tetchie Agbayani     | Vivian Dubois                 |